# Мусин-Пушкин, Иван Александрович
Граф Ива́н Алекса́ндрович Му́син-Пу́шкин (10 (22) ноября 1857 — 19 мая 1928) — русский дипломат, генеральный консул во Флоренции.

## Биография
Из потомственных дворян Ярославской губернии. Сын генерал-адъютанта графа Александра Ивановича Мусина-Пушкина (1827—1903) и Ольги Александровны Пашковой (1835—1928). Родился в Петербурге, крещен 20 декабря 1857 года в Пантелеимоновской церкви при восприемстве деда А. В. Пашкова и графини Е. И. Игельстрем.
По окончании Пажеского корпуса в 1878 году, выпущен был из камер-пажей в корнеты Кавалергардского полка. В 1882 году был произведен поручиком, а 31 марта 1885 года вышел в запас гвардейской кавалерии. В 1895 году был пожалован камер-юнкером, из наград имел орден Святой Анны 3-й степени.
В 1901 году поступил на службу в Министерство иностранных дел в качестве причисленного к департаменту. 13 апреля 1903 года назначен вице-консулом в Берлин, где пробыл до 1910 года и был переведен в качестве консула в Алжир, откуда в 1911 году назначен на пост генерального консула в Лейпциге. С началом Первой мировой войны был отозван в Россию, а в 1916 году назначен генеральным консулом во Флоренции и пожалован в камергеры.
После Октябрьской революции в эмиграции в Италии. Умер в 1928 году во Флоренции.

## Семья
С 1891 года был женат на Марии Александровне Тимашевой (1857—1943), фрейлине двора, дочери министра внутренних дел А. Е. Тимашева. По словам М. Осоргина, Джон Мусин-Пушкин, по примеру отца своего, в молодости был большой кутила, пил он «между чаном и котлом» так, что чуть было не спился совсем, и спасло его лишь то, что он влюбился в свою двоюродную сестру Тимашеву,  женился на ней и слегка остепенился. Их дети:
- Александр (1893—1938), заключенный Соловецкого лагеря в 1922—1927 годах, расстрелян НКВД в 1938 году.
- Евдокия (1898—1993), в замужестве Колла.